# Isla Comprida
Isla Comprida (en portugués: Ilha Comprida, literalmente Isla Larga) es un municipio y una isla en el estado de São Paulo en Brasil. Fue establecido como municipalidad en 1992, y tiene una temperatura media anual de 24 °C. La población en 2004 fue de 8.730 personas y su área es de 188,5 km². La elevación se encuentra al nivel del mar.
Su nombre en portugués se debe a su peculiar característica de tener 74 kilómetros de largo y hasta 4 km de ancho en algunos puntos.
Con 74 kilómetros de playas, zonas de manglares, sitios arqueológicos, bosques, dunas y especies raras de aves, de la isla Comprida es uno de los últimos remanentes del Bosque Atlántico y uno de los últimos ecosistemas no contaminados a lo largo de la costa brasileña.Hace parte del complejo estuario de Iguape - Paranaguá, que es uno de los mayores viveros de peces y crustáceos del Atlántico Sur. Por ser de importancia ambiental, las Naciones Unidas para la Educación, la Ciencia y la Cultura (UNESCO), la incluyó como Reserva de la biosfera del planeta. El municipio tiene 100% de su territorio incluido como Área de Protección del Ambiental.